# Piotr Tarnowski (lekkoatleta)
Piotr Tarnowski (ur. 11 kwietnia 1989) – polski lekkoatleta specjalizujący się w biegach przez płotki.
Medalista mistrzostw Polski seniorów ma w dorobku jeden brązowy medal tej imprezy (Bydgoszcz 2011). Dwukrotnie (w 2010 oraz 2011) stawał na podium mistrzostw Polski dla zawodników do lat 23. 
Rekord życiowy w biegu na 110 metrów przez płotki: 14,33 (11 czerwca 2011, Sosnowiec oraz 13 sierpnia 2011, Bydgoszcz). 